# Anemospilia

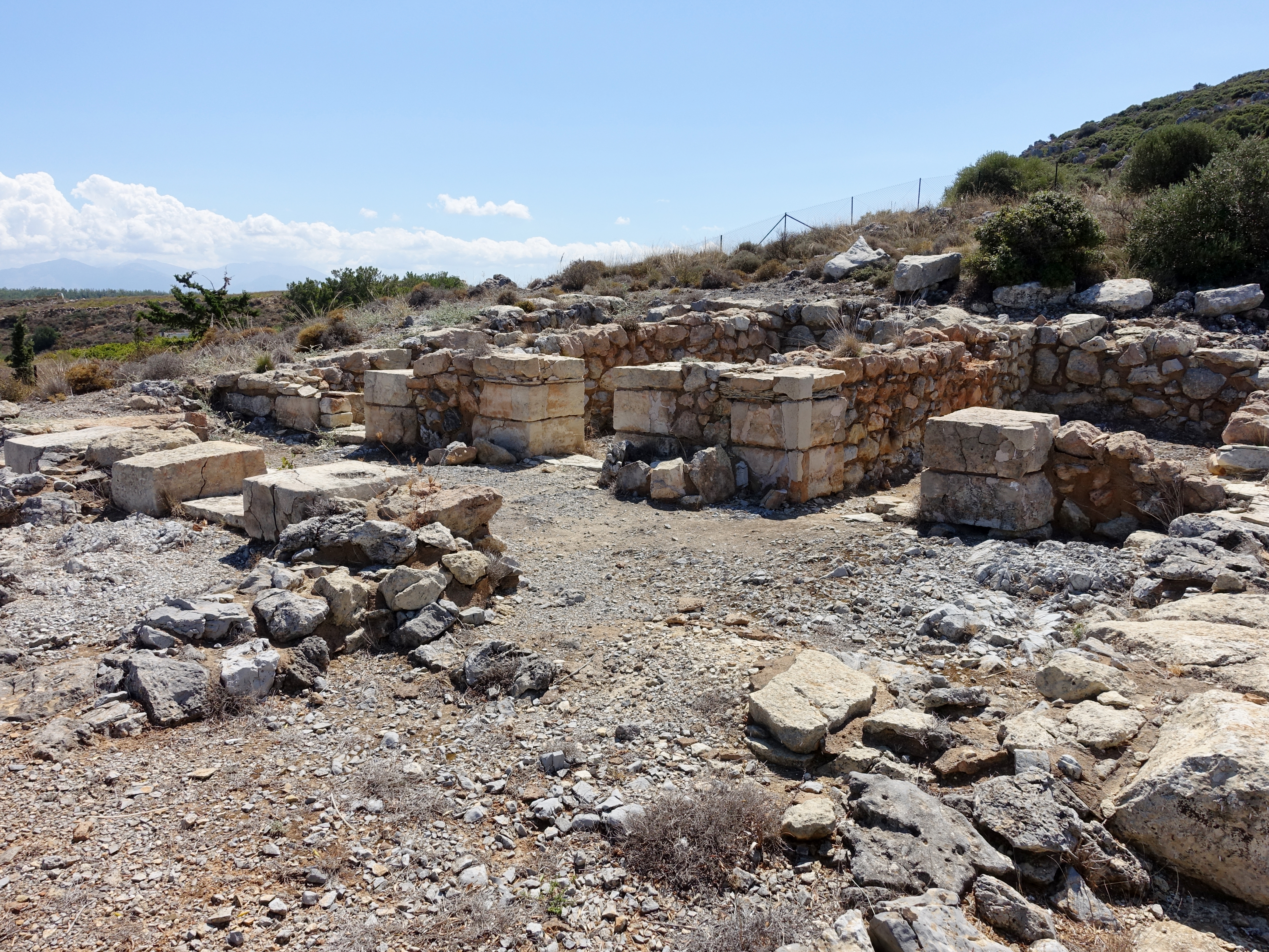
Tempel von Anemospilia

Anemospilia (griechisch Ανεμόσπηλια ‚Windhöhle‘) ist der Name eines minoischen Tempels am Nordhang des Berges Giouchtas (Γιούχτας). Er befindet sich in der Nähe von Archanes auf Kreta.

## Entdeckung
Das Archäologenehepaar Efi und Iannis Sakellarakis führte seit 1964 in dieser Region Grabungen durch und entdeckte 1979 den minoischen Tempel von Anemospilia. Die Ausgrabungsstätte liegt auf einer Höhe von 440 Metern. Sie ist heute eingezäunt und für die Öffentlichkeit nicht zugänglich.

## Funde und Rekonstruktion

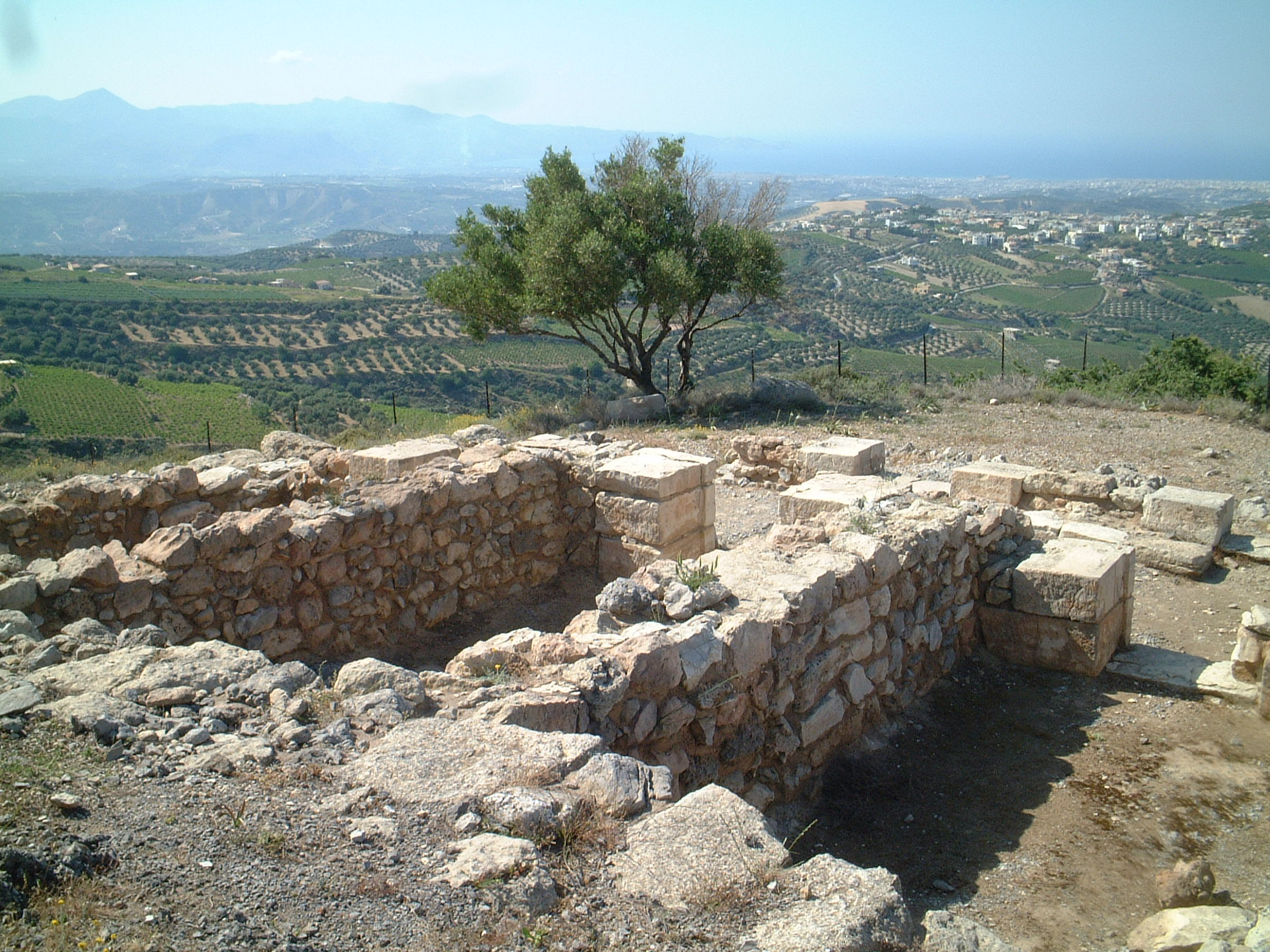
Die Ausgrabungsstätte vom Süden

Um 1700 v. Chr. war dieser Tempel durch ein Erdbeben zerstört worden. Von besonderem Interesse sind vier menschliche Skelette, die in den Trümmern gefunden wurden – ein etwa 17-jähriger Mann lag gefesselt auf einem Altar, ihm war kurz vor der Katastrophe die Halsschlagader durchgeschnitten worden. Bei den übrigen drei Skeletten handelte es sich offenbar um Priester und Tempeldiener.
Das Menschenopfer wurde vermutlich durchgeführt, um die Götter zu besänftigen und das Erdbeben noch abzuwenden. Mit dieser Entdeckung wurde erstmals die Existenz von Menschenopfern in der minoischen Kultur belegt. Eine weitere Bestätigung war der Fund von Kinderknochen in Knossos.